# 黑道圣徒：杀出地狱
《黑道圣徒：杀出地狱》是2015年開放世界惡搞動作冒險遊戲，由Volition和High Voltage Software開發，Deep Silver發行。遊戲橫跨Microsoft Windows、PlayStation 3、PlayStation 4、Xbox 360和Xbox One平台。PlayStation 3和Xbox 360版分別透過PlayStation Network和Xbox Live Arcade下载发行，它属于獨立擴展包，即玩家不用购买黑道圣徒4的本体就能游玩该游戏。

## 遊戲特色
本作是為系列作中最短的資料片，剧情时长大約為五到六個小時，主角不同於前作的自創角色，改由選擇乔尼盖特或是坎齐來擔任，本作仍充滿了惡搞元素，融入了迪士尼童話的經橋段，但卻以和地獄邪惡的價值觀來呈現；常使玩家會心一笑，動作方面幾乎延續了前作的架構，但是武器和技能都有更新，傳奇武器為四散在地圖角落的七宗罪武器，本作刪減了往年常得好評的新奇載具和裝扮系統，同时该作也引入了黑道圣徒历作的角色。

## 劇情大綱
在飛船中的慶生會中，前代的主角不慎被吸到地獄去，蓋特和坎齐为了拯救主角前往到地獄去解救主角，之後得知因為地獄的撒旦因為覬覦前代主角的宇宙之王的封號，認為自家千金應該與其結婚，便做出了绑架主角的举动，但此舉當然不會被聖徒們接受，於是蓋特和坎齐就步入了結盟、對抗、搞破壞的營救之路，在擊敗撒旦後有五種結局可選擇。
1.强尼见到了前作中的愛人爱莎。
2.强尼成为了地狱之王
3.上帝重新給了个新的星球給聖徒。
4.上帝重新建了一个世界。
5.上帝回答了强尼的所有问题。

## 評價
中國大陸《遊戲機實用技術》雜誌打出了中庸的20/30分。